# Око, Брайан
Брайан Икемефуна Око (нем. Bryan Ikemefuna Okoh; 16 мая 2003, Хьюстон) — швейцарский футболист, защитник австрийского клуба «Ред Булл Зальцбург».

## Клубная карьера
Выступал за молодёжные команды швейцарских футбольных клубов «Эспаньол Лозанна» и «Лозанна». Летом 2019 году присоединился к футбольной академии австрийского клуба «Ред Булл Зальцбург», заплатившего за его переход 2 млн евро. После согласования перехода отправился в аренду в «Лиферинг», фарм-клуб «Зальцбурга», и 9 августа 2019 года дебютировал за него в матче Второй лиги Австрии против «Лафница».
22 сентября 2021 года дебютировал в основном составе «Ред Булл Зальцбург» в матче Кубка Австрии против «Кальсдорфа», отметившись забитым мячом. В ноябре 2021 года на сборах с национальной сборной получил разрыв крестообразной связки колена, из-за чего пропустил остаток сезона 2021/22.

## Карьера в сборной
Выступал за сборные Швейцарии до 15, до 16, до 17 лет и до 21 года.
В ноябре 2021 года получил вызов в главную сборную Швейцарии, но затем покинул расположение сборной из-за травмы колена.

## Личная жизнь
Брайан родился в Хьюстоне (штат Техас, США) в семье нигерийца и конголезки. В детстве переехал с родителями в Романдию (Швейцария).